# Baxter Springs
Baxter Springs is een plaats (city) in de Amerikaanse staat Kansas, en valt bestuurlijk gezien onder Cherokee County.

## Demografie
Bij de volkstelling in 2000 werd het aantal inwoners vastgesteld op 4602.
In 2006 is het aantal inwoners door het United States Census Bureau geschat op 4221, een daling van 381 (-8,3%).

## Geografie
Volgens het United States Census Bureau beslaat de plaats een oppervlakte van
8,3 km², waarvan 8,1 km² land en 0,2 km² water. Baxter Springs ligt op ongeveer 275 m boven zeeniveau.

## Plaatsen in de nabije omgeving
De onderstaande figuur toont nabijgelegen plaatsen in een straal van 12 km rond Baxter Springs.